# Kostel svatého Ondřeje (Jeruzalém)
Kostel svatého Ondřeje (anglicky: St Andrew's Church) je jeruzalémský kostel, postavený na památku skotským vojákům padlým v první světové válce v bojích proti Osmanské říši. Jde o společenství skotské církve.
Jeho základní kámen byl položen 7. května 1927 a k slavnostnímu otevření kostela došlo roku 1930. Za dob britské mandátní Palestiny byl využíván Skoty pracujícími v mandátní správě a skotskými vojáky, sloužícími v oblasti za druhé světové války. Po vzniku Izraele v roce 1948 se ocitl blízko tzv. zelené linie (linie příměří izraelské války za nezávislost) a budova dodnes nese známky bojů šestidenní války z roku 1967.
Součástí kostela je i dům pro hosty, který je využíván křesťanskými turisty. V kostele se každou neděli slouží mše.
Od roku 2004 stojí vedle kostela Centrum odkazu Menachema Begina.